# Bror Johan Jonzon
Bror Johan Jonzon, född 13 juni 1812 i Mariestad, död 7 juli 1877 i Stockholm, var en svensk maskiningenjör och mariningenjörsofficer.
Bror Johan Jonzon var son till slussbyggmästaren vid Göta kanal Anders Jonsson. Han blev 1823 elev vid Linköpings högre lärdomsskola och därefter 1826 elev vid Göta kanals ritkontor. 1827 blev Jonzon ritare vid Motala Verkstad, elev vid verkstadens modellverkstad 1828, förman vid ritkontoret 1831 och 1832 verkmästare vid Motala Verkstad. Han blev 1834 verkmästare vid Nyköpings faktori och 1835 övermaskinist för postångfartygen. Han skall 1835 han konstruerat en ångvagnsmodell i Karlskrona. 1839 blev Jonzon övermästare för slagkrutstillverkningen och övermaskinist vid flottans station i Stockholm och 1840 underlöjtnant vid flottans mekaniska kår. Han företog 1843 en studieresa till USA för att studera John Ericssons propeller och avlade 1844 examen i ångmaskinslära vid polytekniska institutet i London. Hans rapport bidrog i hög grad till konstruktionen av Ångkorvetten Gefle. Jonzon befordrades 1845 till löjtnant och överfördes samma år till maskinistofficersstaten. Han var ledamot av kommittén för utarbetande av förslag till förordningar rörande passagerarångfartyg 1848 och kommittén för utarbetande av förslag till nya författningar rörande passagerarångfartyg 1862-1863 och 1851-1868 var han ledamot av Stockholms flottstations reglementskommitté. Jonzon befordrades 1853 till kapten och var ledamot av kommittén för prövningar med kanonångslupen Svensksund 1858 samt kommittén angående upplåtelse av Skeppsholmen till Stockholms stad 1863-1864. Han överfördes till allmänna indragningsstaten 1867 och utträdde ur aktiv tjänst 1868 och befordrades kort därefter till major i flottans mekaniska kår.
Bror Johan Jonzon blev 1851 ledamot av Krigsvetenskapsakademien.